# Rikitan
Rikitan je fiktivní postava z knih Jaroslava Foglara Hoši od Bobří řeky a Strach nad Bobří řekou.

## Charakteristika, souvislosti
Jménem Rikitan se chlapcům (Jirkovi a Vilíkovi) ze Staré čtvrti představil mladý muž, který je viděl jednoho dne bojovat s chlapci z Nové čtvrti. Řekl jim, že místo toulání se po ulicích, rvaček a běhání po biografech by mohli prožívat mnohá zajímavá dobrodružství, aby jejich život byl krásný, plný a pestrý.
Později přicházel do Staré čtvrti častěji (kdysi tam bydlel), naučil je námořnické uzly, vydával se s nimi na odpolední výpravy do roklí za městskými hradbami, vyprávěl jim strašidelné historie, aj. Dozvěděli se od něj, že studuje lékařství. Chlapci navrhli Rikitanovi vydat se někdy v neděli na delší výpravu, on je vyzval, aby s sebou vzali i své další kamarády (sešlo se jich pak celkem dvanáct). Rikitan měl rozsáhlé znalosti přírodovědy, znal mnoho rostlin a zvířat a vynikal také v rychlosti, zručnosti a bystrosti. Uměl zacházet s lasem, stavět stan, zpívat a hrát na „Zvučící dřevo“
a mnoho dalších, pro chlapce z města, zajímavých a dobrodružných činností.
Všechny tyto znalosti a dovednosti začal chlapce postupně na schůzkách a výpravách učit. Během dobrodružných her a výprav se zlepšovali v pozornosti, postřehu, čestnosti i fyzické síle a mrštnosti.
Téměř všichni z hochů si dali nebo dostali také nějakou příhodnou přezdívku. Chlapci navrhli vytvořit společně sdružení a náčelníkem na návrh chlapce s přezdívkou Větrník ustanovili Rikitana.
V Úmluvě o sdružení, kterou všichni podepsali, si slíbili navždy věrnost, přátelství a oddanost, statečnost, vytrvalost a čestnost.
Rikitan jim vyprávěl příběh o chlapci jménem Roy Farell od Bobří řeky ve Sluneční zátoce kdesi na severu, jeho otci zálesákovi a o indiánovi Svištícím šípu, který Roye cvičil v různých dovednostech a znalosti divoké přírody. Rikitan jim také hrál a zpíval Píseň úplňku tak, jako maminka kdysi zpívala Royovi. Roy byl ušlechtilý, jemný a dobrý, trpělivý, smělý, odvážný, urostlý, mrštný, fyzicky zdatný chlapec. Když mu ještě nebylo ani čtrnáct let, ulovil postupně v divočině třináct bobrů a tajně se začal považovat za dospělého muže.
Chlapci pak své sdružení nazvali Hoši od Bobří řeky. Rikitan chlapcům představil dovednostní zkoušky „Třinácti bobříků“, které jim měly pomoci prokázat odvahu, chytrost , trpělivost, vytrvalost a zdokonalit se fyzicky i morálně, aby byli lepšími chlapci a přiblížili se tak Royovi z Rikitanova příběhu. Bobříky pak začali postupně lovit na prázdninové výpravě.
Rikitan hochům nikdy nerozkazoval, pokud chtěl, aby něco udělali, nebo naopak, co by dělat neměli, řekl jim to tak, aby v tom neviděli žádné protivné rozkazování nebo zakazování.
Příběhem o pátrání po „Zelené příšeře“, který prožili chlapci na prázdninové výpravě, je učil být všímavými, pozornými a přemýšlivými a také nebojácnými. Chlapci mu na závěr prázdninové výpravy prostřednictvím Luďka poděkovali, že je udělal lepšími, než dříve byli.

## Citáty
My tu už dávno, dávno nebudeme, ale tam někde daleko za městem, u vody a v lesních údolích – když záře večerních červánků vybledne – se zase rozžehnou táborové ohně a znovu se ozvou písničky kolem nich. Tytéž písničky, které dnes zpíváme i my. A chlapci si budou o nás povídat!...A tak bude vaše mládí navěky pokračovat v těch nových chlapcích. Ne, neobávejte se – nikdy nezestárneme, Hoši od Bobří řeky! Nikdy! Nikdy! 
Rikitan
Rikitan, Sali, Tapin, Zdeněk – tyto tři přezdívky a jedno křestní jméno patří vedoucím oddílů v knihách Hoši od Bobří řeky, Boj o první místo, Pod junáckou vlajkou, Devadesátka pokračuje a Poklad Černého delfína. Jejich pravé jméno je však Jestřáb. Když popisoval Jaroslav Foglar život skautského nebo turistického oddílu, vždy psal o své Dvojce. Proto musíme v postavě vedoucího hledat Jestřába. 
Miloš Zapletal

## Předobraz postavy
Přestože Rikitanův předobraz není nikde specificky identifikován, inspirací pro tuto postavu, do které promítl své představy o oddílové práci a mravní výchově, je sám autor, Jaroslav Foglar, jak je zřejmé z odkazů v literatuře o životě Foglara a jeho díle. Mnozí v něm tak Rikitana vidí:
- Z pražské Dvojky čili oddílu „Hochů“ jsem si kromě jiného odnesl životní přátelství s Jaroslavem Čvančarou-Jáčkem. A spolu jsme se rok před Jestřábovými devadesátinami dohodli, že svému klukovskému Rikitanovi uspořádáme velkou jubilejní výstavu, kterou spojíme s nedožitými devadesátinami dr. Jana Fischera, kreslíře Rychlých šípů.[6]
- ...A Jestřáb opět vypráví o tom, jak nikdy nedokázal splnit bobříka mlčení a jaké to vůbec bylo, vzít na sebe odpovědnost Rikitana...[7]
- O měsíc později však rubrika pokračovala s novým názvem Z Bobří hráze. Náplň zůstala stejná, jen se nepsalo o Dvojce, ale o Hoších od Bobří řeky. Sloupek byl podepsán –tan. To je přece jednoduché – ve Dvojce byl Jaroslav Foglar Jestřáb, ale u Hochů od Bobří řeky Rikitan, proto –tan. Po několika číslech se vrátil k původnímu podpisu –Jestřáb, ale objevíte zde i značku –Riki–.[8]
- Románoví Hoši od Bobří řeky ukončili výpravu do Rokle úmluvy – a sešli se v další knize opět v Rokli úmluvy. Pro ně to byl rok plný dobrodružných příhod, dokonce se ani nedá říct, že zestárli o rok. To pouze jejich autor, nebo chcete-li Rikitan zestárnul o padesát let.[9]
- Stmelil jsem dohromady sdružení hochů nejrůznějších povah, nalezl jsem Červený dolík, měli jsme i svoji Bobří hráz a byli jsme i ve Sluneční zátoce. I Zelená příšera strašila. Zvučící dřevo zpívalo a veliký bílý měsíc vycházel nad pasekami...[10]

## Reflexe v reálném světě
- Přezdívku Rikitan podle Foglarovy literární postavy si dávali či dostávali mnozí skautští vedoucí. Tuto přezdívku měl např. skautský vedoucí z Uherského Hradiště, nevidomý Alois Langer. Podle něj pak pořádá místní skautský oddíl Psohlavci od roku 1991 „Rikitanův memoriál“.[11]
- Dalším Rikitanem byl např. skautský vedoucí ze Štramberku Jaroslav Najvar[12], nebo oddílový vedoucí Josef Bublan z Třebíče[13]
- Do názvu si jméno Rikitan dávají také různé společnosti nabízející např. školní výlety, letní tábory, apod. nebo skautská střediska (např. v Brandýse nad Orlicí).